# Бутырки (Старожиловский район)
Бутырки — деревня в Старожиловском районе Рязанской области. Входит в Мелекшинское сельское поселение

## География
Находится в западной части Рязанской области на расстоянии приблизительно 23 км на восток-юго-восток по прямой от районного центра поселка Старожилово на правобережье реки Проня.

## История
На карте 1850 года деревня еще не была отмечена, однако на этой же карте отмечен был выселок Бутырка на левом берегу Прони. В любом случае до 1897 года деревня не была учтена,.

## Население
Численность населения: 53 человека в 2002 году (русские 98 %), 47 в 2010.